# Yuliya Tarasova
Yuliya Tarasova is een Oezbeeks atlete, die drie maal voor Oezbekistan deel nam aan de Olympische Spelen. 
In 2008 nam ze deel aan het onderdeel zevenkamp, in 2012 en 2016 aan verspringen.